# Louis-Joseph Soulas
Pour les articles homonymes, voir Soulas.
Louis-Joseph Soulas est un peintre et graveur français né le 1er septembre 1905 à Orléans et mort le 26 mars 1954 à Paris.

## Biographie
Né dans une famille d’agriculteurs de la Beauce, Louis-Joseph Soulas suit, dès l’âge de douze ans, les cours de l’école de dessin de la manufacture des Gobelins. En 1919, il entre à l’école Estienne pour y apprendre la gravure sur bois avec Léon Jouenne (1873-1961) et Robert Bonfils, Henry de Waroquier et Mathurin Méheut en 1921, et il en ressort en 1922. L'illustration, en 1923, du Gardien du feu d’Anatole Le Braz, en collaboration avec Mathurin Méheut, qui fut également son professeur, marque le début de sa carrière.
Après sa rencontre, en 1925, au service militaire, avec André Jacquemin, il passe graduellement à la gravure sur cuivre qu’il travaille au burin. Fondateur, en 1928, avec onze autres graveurs (dont Yves Alix, Amédée de La Patellière et Robert Lotiron), de La Jeune Gravure contemporaine, il est membre également de la Société des peintres-graveurs français, du Salon d'automne, de la Société nationale, du Salon des indépendants.
En 1932, le Conseil supérieur des beaux-arts pour la gravure lui décerne une bourse nationale de voyage.
En mai 1933, il épouse Simone Domergues avec laquelle il aura, de 1934 à 1948, six enfants.
Dès 1934, ses œuvres sont présentes dans de nombreux musées, tant en France qu’à l’étranger (Luxembourg, Boston, Honolulu, Philadelphie, San Francisco, Londres, Helsinki…), ainsi qu’à la chalcographie du Louvre, à Paris. Mobilisé en 1939 il est fait prisonnier et envoyé en Poméranie, dès son retour il expose ses souvenirs de prisonnier et fait des gravures d'Orléans détruite.
Nommé directeur de l'École des beaux-arts d'Orléans par Jean Zay peu avant le début de la guerre, il est mobilisé et fait prisonnier en Poméranie, d'où il sera rapatrié en 1941.
De notoriété internationale, et considéré par les critiques comme l’un des meilleurs burinistes de sa génération, son œuvre se compose principalement d’illustrations d’ouvrages et de nombreuses planches dans lesquelles il chante sa Beauce natale.
La mort viendra le frapper brutalement, sur un quai de la gare d’Austerlitz, alors qu’il s’apprête à rentrer à Orléans.
Il est inhumé à Coinces dans le Loiret.

## Œuvre
(Liste non exhaustive,)

### Gravures
- Entrée du village, vers 1940, gravure sur bois, Musée national des Beaux-Arts du Québec (exemplaire 16/60)[5]

### Peintures
- Bord du Loiret à Olivet, huile sur toile, 1953
- Marché à Patay, huile sur toile, n. d.
- Orléans bombardé, huile sur toile, 1942

### Illustrations
- Rémi des Rauches, de Maurice Genevoix, Éditions Garnier-Flammarion, 1922
- Le Gardien du feu d'Anatole Le Braz, avec Mathurin Méheut, 1923
- La Brière, d'Alphonse de Chateaubriant, éditions Grasset, 1923
- Jacquou le Croquant, d'Eugène Le Roy, édition de A. et G. Mornay, 1925
- Le Moulin du Frau, de Eugène Le Roy, Paris, Mornay éd., 1927
- Raboliot de Maurice Genevoix, Paris, Pierre Fenis Éditeur, 1928
- Les Mains vides, de Maurice Genevoix, Paris, Bernard Grasset éd., 1928
- Dominique, de Eugène Fromentin, Paris, Librairie Delagrave, 1929
- Saint-Jean du ciel, de Roger Secrétain, Saint-Pryvé Saint-Mesmin, éd. La Cartaudière, 1943

### Écrits
- Ceux de la Terre, chez l'auteur et Caffin, libraire à Paris, 1928, 25 cuivres gravés à l'eau-forte, portraits de paysans beaucerons , in-4 en feuillets, 140 exemplaires numérotés.
- Domme en Périgord, chez l'auteur, 1929, 14 gravures sur cuivre, préface de Géraud Lavergne (1884-1965) archiviste-paléographe, tiré à 50 exemplaires plus 10 hors commerce.
- La Gerbe noire, texte (poèmes), et illustrations de Louis-Joseph Soulas, Paris, 1935, 85 ex numérotés plus 15 hors commerce, 1 bois en couverture et 14 burins dans le texte in-4 en feuillets.
- Quinze gravures des ruines d'Orléans, recueil, 1947, 15 gravures au burin et un bois en page de titre, in folio en feuillets, 30 exemplaires numérotés et quelques exemplaires hors commerce, tirages d'estampes des 15 gravures
- Les Bêtes de la nuit, contes fantasmagoriques, chez l'auteur, 1951, 21 bois gravés, in-8 en feuillets, 150 exemplaires numérotés plus 20 hors commerce

## Réception critique
« Que dire de Louis-Joseph Soulas poète, sinon qu'il possédait un indéniable don verbal? Si pour s'exprimer, il n'avait disposé que de mots, L.-J. Soulas aurait pu mériter la réputation d'un poète mineur, comme en témoignent les textes de La Gerbe Noire, ceux aussi des Bêtes de la Nuit qui leur sont contemporains. Ce sont, pour l'un et pour l'autre, des récits très élaborés, portés par un extrême polissage, à un point tel de perfection qu'ils apparaissent comme des chefs-d'oeuvre de simplicité. Ils sont nés, quoique conçus dans des tonalités différentes, d'une même inspiration : ce sont toujours les souvenirs d'enfance, l'amour du paysage et les mœurs beauceronnes qui en nourrissent la substance. »

### Prix, distinctions et décorations

#### Prix
- 1933 : grand prix du ministère des Affaires étrangères
- 1934 : grand prix de la gravure à l’Exposition internationale de Varsovie
- 1938 : prix de la Jeune Gravure

#### Distinctions
- 1938 : représente la gravure française à la biennale de Venise
- 1946, 1948 et 1952 : membre du jury pour l’attribution du prix de Rome de gravure

#### Décoration
- 1950 : croix de chevalier de la Légion d'honneur, remise par Maurice Genevoix

## Hommages
- La municipalité d'Orléans a donné son nom à une rue de la ville
- La municipalité de Saint Jean de Braye a donné son nom à une avenue de la ville.
- Le collège de Bazoches-les-Gallerandes, porte son nom

## Expositions
- Exposition universelle de 1937 à Paris : Paris, la Seine
- Souvenirs de captivité, gravures, galerie Guiot à Paris, du 23 octobre au 7 novembre 1942
- Louis-Joseph Soulas, dans la Galerie d'Honneur de l'École Supérieure Estienne des Arts et Industries Graphiques à Paris, du 4 au 28 septembre 2007
- Louis-Joseph Soulas et la Loire, au Musée de la marine de Loire à Chateauneuf-sur-Loire, du 23 octobre 2009 au 31 janvier 2010
- Orléans bombardé, au Musée des beaux-arts d'Orléans, du 30 mars au 6 juin 2010
- Louis-Joseph Soulas, terre gravée, à la Maison de la Beauce à Orgères-en-Beauce, du 3 septembre au 13 novembre 2011
- Louis-Joseph Soulas, espace culturel de Gien, du 5 au 21 octobre 2018
- Louis-Joseph Soulas, exposition les 12 et 13 septembre 2015, salle municipale à Coinces

## Œuvres dans les collections publiques
- Musée des Beaux-Arts d'Orléans
- Musée de la marine de Loire
- Centre Georges-Pompidou :  Paris, la Seine (gravure), Le château de Langeais (dessin, 1934), Paysage de Sologne (gouache sur papier, 1932)